# Keefe Jackson
Keefe Jackson (Fayetteville, Arkansas) is een Amerikaanse muzikant in de jazz en geïmproviseerde muziek. Hij speelt tenorsaxofoon, basklarinet en hybride trompet met saxofoonmondstuk.

## Biografie
Keefe Jackson begon op zijn derde op de cello, nadat hij met de jazz in aanraking kwam ging hij, op zijn tiende, verder op de tenorsaxofoon. Al op zijn vijftiende trad hij op in lokale nachtclubs. Na een korte studie aan de University of Arkansas verhuisde hij naar Portland (Maine), waar hij speelde in plaatselijke jazz-, rock- en funkbands. In 1998 keerde hij terug naar Fayetteville om zijn zieke moeder te verzorgen. In 2001 vertrok hij naar Chicago en werd daar actief in de improvisatie-scene, hij speelde er o.a. met Ken Vandermark, Boris Hauf, Dave Rempis, Marc Unternährer (Chicago Luzern Exchange) en de groep Lucky 7's . In 2005 verscheen zijn debuutalbum Several Lights, waarna hij ging toeren, ook in Europa.
In 2005 richtte hij met Aram Shelton, Fred Lonberg-Holm, Josh Berman, Anton Hatwich en Frank Rosaly de groep Fast Citizens op (verschillende albums, waaronder Ready Everyday, Delmark Records, 2005/6). Hij leidde verder de groep Project Project (Just Like This, 2007). In de jazz speelde hij tussen 2004 en 2011 mee op 16 opnamesessies, o.m. met Paul Hartsaw, Guillermo Gregorio en Jason Stein. Met zijn uit louter houtblazers bestaande groep Likely So (met daarin Mars Williams, Wacław Zimpel, Marc Stucki, Dave Rempis, Peter A. Schmid en Thomas K. J. Mejer), trad hij in 2013 op op het Jazzwerkstatt Festival in Bern.

## Discografie (selectie)
- Just Like This (Delmark, 2007, met Josh Berman, Jaimie Branch, Jeb Bishop, Nick Broste, James Falzone, Jason Stein, Guillermo Gregorio, Dave Rempis, Anton Hatwich, Marc Unternahrer, Frank Rosaly)
- Lucky 7s: Pluto Junkyard (Clean Feed Records, 2007, met Josh Berman, Jeb Bishop, Jeff Albert, Jason Adasiewicz, Matthew Golombisky, Quin Kirchner)
- Seeing You See (Clean Feed Records, 2008), met Jason Roebke, Noritaka Tanaka
- Boris Hauf / Steven Hess / Keefe Jackson / Juun – Proxemics (Creative Sorces, 2011)
- A Round Goal (Delmark, 2013)
- Rows and Rows (Delmark, 2016), met Jason Adasiewicz